# Comuna de la Vida y del Trabajo
La Comuna de la Vida y del Trabajo fue una comuna agrícola tolstoyana fundada en 1921 y disuelta como granja colectivizada estatal en 1937. La comuna se fundó cerca de Moscú, pero más tarde se mudó a Siberia central, no lejos de Novokuznetsk. Llegó a alcanzar los 1,000 participantes. Durante su existencia los miembros de la comuna fueron perseguidos por los bolcheviques, tanto por negarse a enlistarse o apoyar sus esfuerzos de guerra, como por organizarse comunalmente aparte de la estructura estatal.

## Fundación
La comuna se fundó el 31 de diciembre de 1921 a través de un contrato de alquiler. La comuna estaba en el distrito Tsarítsyn de la región de Moscú. Su nombre es una clara prueba de las inclinaciones tolstoyanas y anarquistas de sus miembros. Desde el principio, todas las comidas comunales fueron estrictamente vegetarianas.
En 1927, la comuna fue atacada junto con la comuna Nuevo Jerusalén, disuelta por el gobierno soviético en 1929. Muchos de los miembros de esta se unieron a la Comuna de la Vida y el Trabajo. Los dirigentes de la comuna se vieron envueltos en un proceso legal por el gobierno, el cual intentó revocar su alquiler. Estuvieron defendidos en tribunal por Piotr Kropotkin, un miembro de la oficina del Defensor Público, así como por un sobrino suyo.

## Recuperación
Vladimir Cherkov, que defendió a los objetores de conciencia del Ejército Rojo con Lenin y que había conseguido que no fueran encarcelado, sugirió que la comuna se mudara junto con otros seguidores de Tolstoy para formar uno gran comuna. El 28 de febrero de 1930 el Comité Ejecutivo Central de Todas las Rusias emitió un decreto sobre "el traslado de las comunas y cooperativas tolstoyanas." Después de explorar el terreno en la primavera de 1930, la ubicación escogida fue Kuznetsk, a la ribera del Río Tom. El 22 de marzo de 1931, después de vender el ganado y donar la granja a un hospital psiquiátrico, los habitantes de la comuna se trasladaron.

## Persecución
En 1936, los dirigentes de la comuna fueron arrestados, seguidos por olas adicionales de arrestos en 1937 y 1938. En enero de 1939, las pocas mujeres restantes y los niños fueron destinados a una granja colectiva soviética. Muchos comuneros murieron en campamentos de trabajo o ejecutados por negarse a servir en el ejército.